# Улица Маза Пилс
Улица Ма́за Пилс (латыш. Mazā Pils iela, Малая За́мковая улица) — улица в Риге, в историческом районе Старый город. Ведёт от площади Пилс до улицы Екаба. Длина улицы — 190 метров.

## История
Возникла в XIII веке как дорога в монастырь Святого Духа (располагавшийся на территории Рижского замка). Первоначальное название улицы — Святого Духа.

## Галерея

Карлов лицей
д. 6
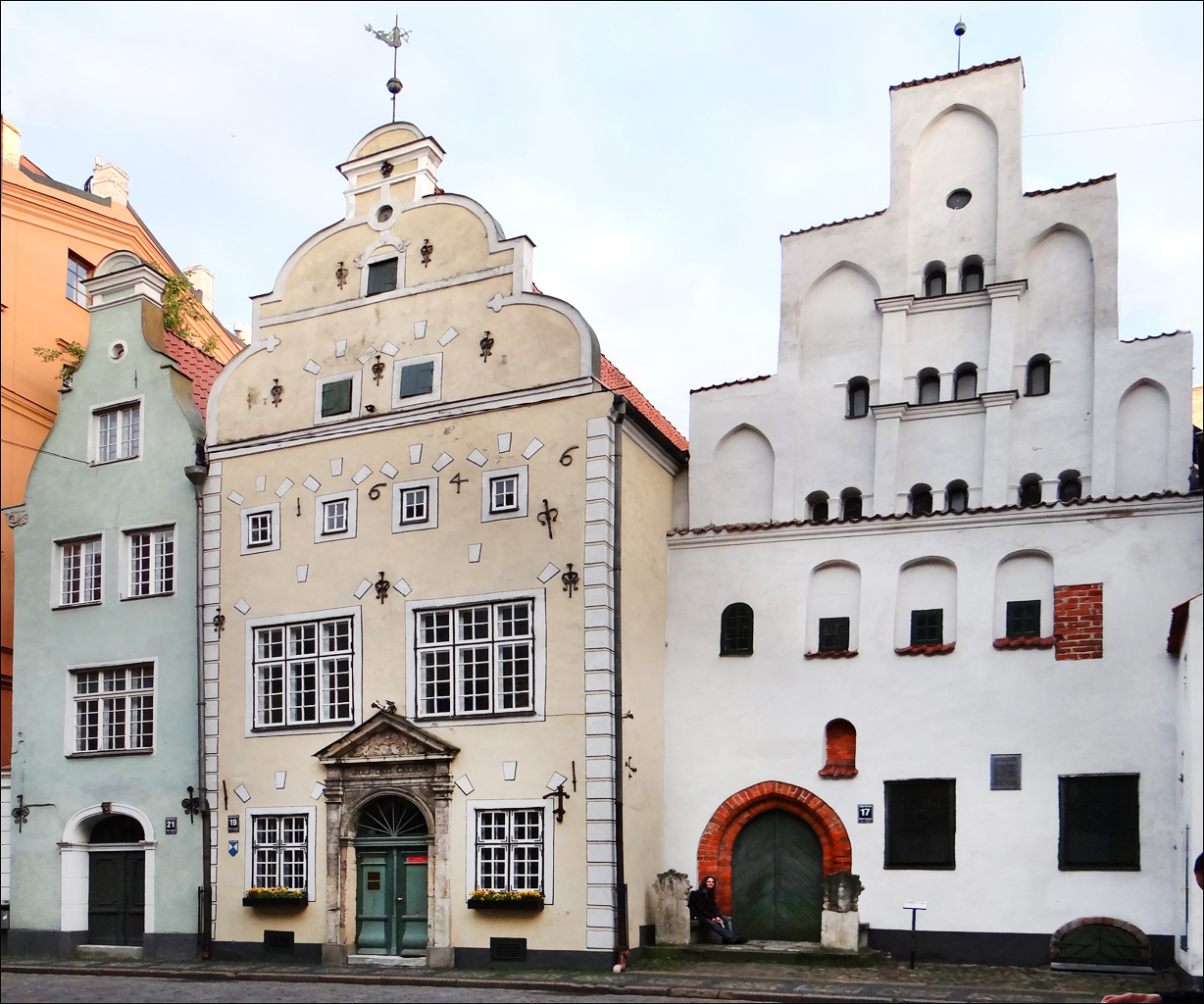
Комплекс «Три брата»

## Достопримечательности
- д. 1 и 3 — образцы бюргерского стиля (1788, архитектор Кристоф Хаберланд)
- д. 2 — католическая школа и молитвенный дом (вторая половина XIX века, в 1929—1933 годах перестроен по проекту архитектора Артур Мёдлингер).
- д. 2а — (XV век, перестроен в XIX веке. Резиденция Юлиана Вайводса (1895—1990), Римско-католического кардинала Латвии, чья юрисдикция распространялась на весь Советский Союз).
- д. 4 — Карлов лицей (XVII век, известен также как Императорский (Петровский) лицей). На здании установлена мемориальная доска известному рижскому просветителю Бротце.
- д. 5 — архитектор Отто Дитце (1873)
- д. 6 — XVIII век, перестроен в 1878—1882 годах, архитектор Герман Гейгенмиллер
- д. 13 — архитектор Аполон Эдельсон (1879)
- д. 15 — строение XVIII—XIX веков, (перестроено в 1925 году архитектором Вильгельмом Бокслафом).
- д. 17, 19, 21 — комплекс жилых домов «Три брата», ныне — Латвийский музей архитектуры.
- д. 23а — Жилой дом (1828, архитектор Юлий Адольф Шпацирс)